# Only time will tell
Only time will tell is een lied geschreven door Chris Koerts, Gerard Koerts (muziek) en Hans Ziech (tekst). Zij schreven het voor Earth and Fire met hun studioalbum To the world of the future, ondersteund door muziekproducent Jaap Eggermont van Red Bullet.
Het lied gaat over de tegenstrijdigheden in het hedendaagse straatbeeld. Het eerste couplet begint met generaals die soldaten leren te doden (“generals teaching soldiers”) tegenover predikanten die hun kinderen/volgelingen leren dat alle leven van evenveel waarde is (“preacher teaches his children”). Het lied past in het futuristische thema van het album.
Only time will tell werd in april 1975 op single uitgegeven (Polydor 2050359) ter ondersteuning van de verkoop van het album. Op de B-kant werd het instrumentale Fun (van gebroeders Koerts) geperst, dat het originele album niet haalde, maar later wel werd bijgeperst op sommige cd-versies. Alhoewel de single ook in België werd uitgegeven, behaalde het alleen een notering in de Nederlandse hitparades:
- Nationale Hitparade: 3 weken met hoogste notering plaats 16
- Nederlandse Top 40: zes weken notering met hoogste notering plaats 12.